# Gabriel Zucman
Gabriel Zucman, född 30 oktober 1986 i Paris, är en fransk ekonom, assisterande professor vid London School of Economics. Han är kanske främst känd för in bok La richesse cachée des nations (Gömda rikedomar en undersökning av skatteparadisen, översättning: Håkan Edgren) från 2015.  Han har studerat vid  École normale supérieure de Cachan, sydöst om Paris, och vid École d’Économie de Paris, där han promoverades.